# Finland i olympiska sommarspelen 2020
Finland deltog med en trupp på 45 idrottare vid de olympiska sommarspelen 2020 i Tokyo som hölls mellan den 23 juli och 8 augusti 2021 efter att ha blivit framflyttad ett år på grund av coronaviruspandemin.
Finland tog totalt två medaljer, båda brons. Landet har deltagit i samtliga sommar-OS sedan 1908.

## Medaljer
| Medalj | Namn           | Sport   | Gren                         | Datum     |
| ------ | -------------- | ------- | ---------------------------- | --------- |
| Brons  | Matti Mattsson | Simning | Herrarnas 200 meter bröstsim | 29 juli   |
| Brons  | Mira Potkonen  | Boxning | Damernas lättvikt            | 5 augusti |

## Badminton
| Idrottare      | Gren       | Gruppspel                     | Gruppspel                     | Gruppspel | Eliminering          | Kvartsfinal          | Semifinal            | Final / BM           | Final / BM |
| Idrottare      | Gren       | Motståndare Resultat          | Motståndare Resultat          | Placering | Motståndare Resultat | Motståndare Resultat | Motståndare Resultat | Motståndare Resultat | Placering  |
| -------------- | ---------- | ----------------------------- | ----------------------------- | --------- | -------------------- | -------------------- | -------------------- | -------------------- | ---------- |
| Kalle Koljonen | Herrsingel | Wraber (AUT) W (21–13, 21–17) | Axelsen (DEN) L (9–21, 13–21) | 2         | Gick inte vidare     | Gick inte vidare     | Gick inte vidare     | Gick inte vidare     | 15         |

## Boxning
| Idrottare     | Gren              | Sextondelsfinal        | Åttondelsfinal       | Kvartsfinal          | Semifinal            | Final                | Final     |
| Idrottare     | Gren              | Motståndare Resultat   | Motståndare Resultat | Motståndare Resultat | Motståndare Resultat | Motståndare Resultat | Placering |
| ------------- | ----------------- | ---------------------- | -------------------- | -------------------- | -------------------- | -------------------- | --------- |
| Mira Potkonen | Damernas lättvikt | Hamadouche (FRA) W 3–1 | Oh Y-j (KOR) W 4–1   | Yıldız (TUR) W 3–2   | Ferreira (BRA) L 0–5 | Gick inte vidare     | 3         |

## Brottning
Herrarnas grekisk-romersk stil
| Idrottare       | Gren   | Åttondelsfinal       | Kvartsfinal            | Semifinal            | Återkval                | Final / BM           | Final / BM |
| Idrottare       | Gren   | Motståndare Resultat | Motståndare Resultat   | Motståndare Resultat | Motståndare Resultat    | Motståndare Resultat | Placering  |
| --------------- | ------ | -------------------- | ---------------------- | -------------------- | ----------------------- | -------------------- | ---------- |
| Arvi Savolainen | 97 kg  | Rosillo (CUB) W 3–1  | Aleksanjan (ARM) L 1–5 | Gick inte vidare     | Zjüsüpbekov (KGZ) W 4–1 | Saravi (IRI) L 2–9   | 5          |
| Elias Kuosmanen | 130 kg | Kadzjaia (GEO) L 0–9 | Gick inte vidare       | Gick inte vidare     | Semenov (ROC) L 0–11    | Gick inte vidare     | 16         |

## Bågskytte
| Idrottare      | Gren                   | Rankningsomgång | Rankningsomgång | 32-delsfinal         | Sextondelsfinal      | Åttondelsfinal       | Kvartsfinal          | Semifinal            | Final / BM           | Final / BM |
| Idrottare      | Gren                   | Poäng           | Placering       | Motståndare Resultat | Motståndare Resultat | Motståndare Resultat | Motståndare Resultat | Motståndare Resultat | Motståndare Resultat | Placering  |
| -------------- | ---------------------- | --------------- | --------------- | -------------------- | -------------------- | -------------------- | -------------------- | -------------------- | -------------------- | ---------- |
| Antti Vikström | Herrarnas individuella | 649             | 45              | Mohamad (MAS) L 5–6  | Gick inte vidare     | Gick inte vidare     | Gick inte vidare     | Gick inte vidare     | Gick inte vidare     | 33         |

## Friidrott
Förkortningar
- Notera– Placeringar avser endast det specifika heatet.
- Q = Tog sig vidare till nästa omgång
- q = Tog sig vidare till nästa omgång som den snabbaste förloraren eller, i teknikgrenarna, genom placering utan att nå kvalgränsen
- i.u. = Omgången fanns inte i grenen
- Bye = Idrottaren behövde inte tävla i omgången

Gång- och löpgrenar
Herrar
| Idrottare       | Gren           | Heat       | Heat      | Semifinal | Semifinal | Final            | Final            |
| Idrottare       | Gren           | Tid        | Placering | Tid       | Placering | Tid              | Placering        |
| --------------- | -------------- | ---------- | --------- | --------- | --------- | ---------------- | ---------------- |
| Jarkko Kinnunen | 50 km gång     | i.u.       | i.u.      | i.u.      | i.u.      | 4:04.28          | 26               |
| Elmo Lakka      | 110 m häck     | 13,48      | 14 q      | 13,67     | 20        | Gick inte vidare | Gick inte vidare |
| Aleksi Ojala    | 50 km gång     | i.u.       | i.u.      | i.u.      | i.u.      | 4:14.02          | 38               |
| Aku Partanen    | 50 km gång     | i.u.       | i.u.      | i.u.      | i.u.      | 3:52.39 SB       | 9                |
| Topi Raitanen   | 3 000 m hinder | 8.19,17 SB | 15 Q      | i.u.      | i.u.      | 8.17,44 SB       | 8                |

Damer
| Idrottare        | Gren       | Heat         | Heat      | Semifinal        | Semifinal        | Final            | Final            |
| Idrottare        | Gren       | Tid          | Placering | Tid              | Placering        | Tid              | Placering        |
| ---------------- | ---------- | ------------ | --------- | ---------------- | ---------------- | ---------------- | ---------------- |
| Reetta Hurske    | 100 m häck | 13,10        | 29        | Gick inte vidare | Gick inte vidare | Gick inte vidare | Gick inte vidare |
| Annimari Korte   | 100 m häck | 13,06        | 26        | Gick inte vidare | Gick inte vidare | Gick inte vidare | Gick inte vidare |
| Sara Kuivisto    | 800 m      | 2.00,15 0NR0 | 4 q       | 1.59,41 0NR0     | 6                | Gick inte vidare | Gick inte vidare |
| Sara Kuivisto    | 1 500 m    | 4.04,10 0NR0 | 11 Q      | 4.02,35 0NR0     | 7                | Gick inte vidare | Gick inte vidare |
| Viivi Lehikoinen | 400 m häck | 55,67        | 21        | Gick inte vidare | Gick inte vidare | Gick inte vidare | Gick inte vidare |

Teknikgrenar
Herrar
| Idrottare       | Gren          | Kval    | Kval      | Final            | Final            |
| Idrottare       | Gren          | Distans | Placering | Distans          | Placering        |
| --------------- | ------------- | ------- | --------- | ---------------- | ---------------- |
| Lassi Etelätalo | Spjutkastning | 84,50   | 5 Q       | 83,28            | 8                |
| Oliver Helander | Spjutkastning | 78,81   | 17        | Gick inte vidare | Gick inte vidare |
| Toni Kuusela    | Spjutkastning | 76,96   | 26        | Gick inte vidare | Gick inte vidare |
| Kristian Pulli  | Längdhopp     | 7,96    | 12 q      | 7,92             | 9                |

Damer
| Idrottare        | Gren          | Kval    | Kval      | Final            | Final            |
| Idrottare        | Gren          | Distans | Placering | Distans          | Placering        |
| ---------------- | ------------- | ------- | --------- | ---------------- | ---------------- |
| Ella Junnila     | Höjdhopp      | 1,86    | =22       | Gick inte vidare | Gick inte vidare |
| Silja Kosonen    | Släggkastning | 70,49   | 14        | Gick inte vidare | Gick inte vidare |
| Elina Lampela    | Stavhopp      | NM      | –         | Gick inte vidare | Gick inte vidare |
| Kristiina Mäkelä | Tresteg       | 14,21   | 12 q      | 14,17            | 11               |
| Wilma Murto      | Stavhopp      | 4,55    | =8 q      | 4,50             | =5               |
| Senni Salminen   | Tresteg       | 14,20   | 13        | Gick inte vidare | Gick inte vidare |
| Krista Tervo     | Släggkastning | NM      | –         | Gick inte vidare | Gick inte vidare |

Mångkamp – Damernas sjukamp
| Idrottare        | Gren     | 100H  | HH   | KS    | 200 m | LH   | SK    | 800 m   | Totalt | Placering |
| ---------------- | -------- | ----- | ---- | ----- | ----- | ---- | ----- | ------- | ------ | --------- |
| Maria Huntington | Resultat | 13,20 | 1,80 | 12,49 | 24,50 | 6,10 | 42,91 | 2.19,28 | 6 135  | 17        |
| Maria Huntington | Poäng    | 1094  | 978  | 694   | 933   | 880  | 723   | 833     | 6 135  | 17        |

## Golf
| Idrottare       | Gren              | Omgång 1 | Omgång 2 | Omgång 3 | Omgång 4 | Total | Total    | Total     |
| Idrottare       | Gren              | Poäng    | Poäng    | Poäng    | Poäng    | Poäng | Från par | Placering |
| --------------- | ----------------- | -------- | -------- | -------- | -------- | ----- | -------- | --------- |
| Kalle Samooja   | Herrarnas tävling | 75       | 68       | 70       | 67       | 280   | −4       | T45       |
| Sami Välimäki   | Herrarnas tävling | 70       | 70       | 68       | 67       | 275   | −9       | T27       |
| Matilda Castren | Damernas tävling  | 68       | 70       | 68       | 70       | 276   | −8       | T18       |
| Sanna Nuutinen  | Damernas tävling  | 70       | 68       | 69       | 70       | 277   | −7       | T20       |

## Ridsport

### Dressyr
| Idrottare    | Häst      | Gren         | Grand Prix | Grand Prix | Grand Prix Freestyle | Grand Prix Freestyle | Totalt           | Totalt           |
| Idrottare    | Häst      | Gren         | Poäng      | Placering  | Tekniskt             | Artistiskt           | Poäng            | Placering        |
| ------------ | --------- | ------------ | ---------- | ---------- | -------------------- | -------------------- | ---------------- | ---------------- |
| Henri Ruoste | Kontestro | Individuellt | 64,674     | 52         | Gick inte vidare     | Gick inte vidare     | Gick inte vidare | Gick inte vidare |

## Segling
| Idrottare                     | Gren                  | Race | Race | Race | Race | Race | Race | Race | Race | Race | Race | Race | Race | Race | Poäng | Placering |
| Idrottare                     | Gren                  | 1    | 2    | 3    | 4    | 5    | 6    | 7    | 8    | 9    | 10   | 11   | 12   | M*   | Poäng | Placering |
| ----------------------------- | --------------------- | ---- | ---- | ---- | ---- | ---- | ---- | ---- | ---- | ---- | ---- | ---- | ---- | ---- | ----- | --------- |
| Kaarle Tapper                 | Herrarnas laser       | 2    | 3    | 14   | 11   | 8    | 29   | 36   | 8    | 6    | 12   | i.u. | i.u. | 16   | 109   | 9         |
| Tuuli Petäjä-Sirén            | Damernas RS:X         | 11   | 15   | 18   | 6    | 11   | 13   | 10   | 11   | 12   | 22   | 12   | 11   | EL   | 130   | 14        |
| Tuula Tenkanen                | Damernas laser radial | 9    | 6    | 14   | 33   | 5    | 3    | 6    | 3    | 32   | 9    | i.u. | i.u. | 8    | 95    | 5         |
| Akseli Keskinen Sinem Kurtbay | Mixed nacra 17        | 16   | 9    | 19   | 13   | 14   | 9    | 18   | 8    | 12   | 11   | 9    | 12   | EL   | 131   | 13        |

M = Medaljrace; EL = Utslagen – gick inte vidare till medaljracet

## Simning
| Idrottare           | Gren                     | Heat    | Heat      | Semifinal        | Semifinal        | Final            | Final            |
| Idrottare           | Gren                     | Tid     | Placering | Tid              | Placering        | Tid              | Placering        |
| ------------------- | ------------------------ | ------- | --------- | ---------------- | ---------------- | ---------------- | ---------------- |
| Ari-Pekka Liukkonen | Herrarnas 50 m frisim    | 22,25   | =26       | Gick inte vidare | Gick inte vidare | Gick inte vidare | Gick inte vidare |
| Ari-Pekka Liukkonen | Herrarnas 100 m frisim   | 50,48   | 46        | Gick inte vidare | Gick inte vidare | Gick inte vidare | Gick inte vidare |
| Matti Mattsson      | Herrarnas 100 m bröstsim | 1.00,02 | 21        | Gick inte vidare | Gick inte vidare | Gick inte vidare | Gick inte vidare |
| Matti Mattsson      | Herrarnas 200 m bröstsim | 2.08,44 | 3 Q       | 2.08,22          | 5 Q              | 2.07,13          | 3                |
| Ida Hulkko          | Damernas 100 m bröstsim  | 1.06,19 | 7 Q       | 1.07,02          | 12               | Gick inte vidare | Gick inte vidare |
| Mimosa Jallow       | Damernas 100 m ryggsim   | 1.00,06 | 17        | Gick inte vidare | Gick inte vidare | Gick inte vidare | Gick inte vidare |
| Fanny Teijonsalo    | Damernas 50 m frisim     | 24,77   | 17 Q      | 24,91            | 15               | Gick inte vidare | Gick inte vidare |
| Fanny Teijonsalo    | Damernas 100 m frisim    | 54,69   | 23        | Gick inte vidare | Gick inte vidare | Gick inte vidare | Gick inte vidare |

## Skateboard
| Idrottare      | Gren          | Kval     | Kval      | Final            | Final            |
| Idrottare      | Gren          | Resultat | Placering | Resultat         | Placering        |
| -------------- | ------------- | -------- | --------- | ---------------- | ---------------- |
| Lizzie Armanto | Damernas park | 30,01    | 14        | Gick inte vidare | Gick inte vidare |

## Skytte
| Idrottare           | Gren            | Kval  | Kval      | Final            | Final            |
| Idrottare           | Gren            | Poäng | Placering | Poäng            | Placering        |
| ------------------- | --------------- | ----- | --------- | ---------------- | ---------------- |
| Eetu Kallioinen     | Herrarnas skeet | 123   | 3 Q       | 36               | 4                |
| Lari Pesonen        | Herrarnas skeet | 114   | 28        | Gick inte vidare | Gick inte vidare |
| Satu Mäkelä-Nummela | Damernas trap   | 113   | 24        | Gick inte vidare | Gick inte vidare |